# The Mermen
The Mermen is een Amerikaanse, instrumentale rockgroep. De band uit San Francisco ontleent zijn naam aan een raadselachtige regel uit een nummer van wijlen gitaarvirtuoos Jimi Hendrix: "1983, A Merman I Should Turn to Be...", een knipoog vermoedelijk naar George Orwells Nineteen Eighty Four.

## Geschiedenis
The Mermen vormt een van de belangrijkste exponenten van de surf-revival van de late jaren 80, begin jaren 90. 
De band, lange tijd ook wel bekend als 'het Pink Floyd van de USA', begon in 1989 als pastiche op de klassieke surfhits uit begin jaren zestig.  De Mermensound doet denken aan een mix van suspense uit de films van Hitchcock afgewisseld met lieflijke melodielijnen. Met vooral gitarist Jim Thomas heeft het drietal Westcoast-musici een nieuwe stroming ontwikkeld die steeds verder af kwam te staan van zijn oorsprong: de psychedelische of psycho-surf, een subgenre dat ook in veel Mermencomposities te horen is als filmmuziek in Pulp Fiction, soundtrack bij documentaires, videogames op de PlayStation-spelcomputers van Sony, tv-reclamespots - voor onder andere Mercedes Benz - of als achtergrondmuziek bij internetproducties.
Het psycho-trio geeft sinds 2007 weer liveoptredens in zijn oorspronkelijke bezetting: gitaar, bas, drums. In een studio in Santa Cruz, Californië werkte de groep voorjaar 2009 met nieuw materiaal aan een volgend cd-album. Dat verscheen na bijna tien jaar eind januari 2010. De cd-titel In God We Trust ('surfers, saints and sinners are always welcome') verwijst naar het nationale motto van de VS, zoals dat onder andere voorkomt op het dollarbiljet. Het nummer met de langste titel op het nieuwe album bevat een complete regel uit het slot van een gedicht van Jane Hirshfield. 
The Mermen behoort tot de toonaangevende, ook door critici veelvuldig gelauwerde bands van de afgelopen twee decennia in de San Francisco Bay-area. Hoewel de sound ondefinieerbaar eigentijds klinkt, bevat het karakteristieke instrumentale Mermengeluid - met veel echo, feedback en gitaardistortion - onmiskenbare verwijzingen naar het rijke rockgitaarverleden. Met muzikale sporen die nu eens sterk doen denken aan eerdere legendarische Frisco-bands als Country Joe and the Fish en Quicksilver Messenger Service, een andere keer weer aan lang uitgesponnen experimentelere nummers van Jimi Hendrix dan wel de klank van de vroege Jeff Beck. De band, met name leadgitarist James ('Jim') Thomas, grossiert met zijn vaak weemoedige reverb-ondertoon in tributes: aan het karakteristieke jaren-vijftig(twang)geluid van Duane Eddy, met muzikale fragmenten die herinneren aan Link Wray, Hank B. Marvin, The Ventures of Dick Dale. Ook zijn er invloeden traceerbaar van Neil Young, die in Mermenversies als "That Neil Young Thing" of "Neil Young Shaves His Legs" geëerd wordt met parodieën op zijn gitaarstijl.
Bandleider Jim Thomas wordt voor zijn epische composities door de internationale muziekvakpers vaak aangeduid als "world's best unknown guitar player". Tot de bewonderaars van zijn sound sculptures behoren volgens de Los Angeles Times gitaar-whiz Joe Satriani, avant-gardemuzikant Henry Kaiser en musicus David Lindley. Behalve met de laatste twee stonden The Mermen op het toneel met tientallen beroemde - en ook minder bekende - muzikanten en bands onder wie vette surfgitaarheld Dick Dale, Chris Isaak, David Byrne, Junior Brown, Nancy Sinatra, Lee Hazlewood, The Ventures, The Cramps, Morphine, Midnight Oil, The Four Non Blondes en de bijna vergeten lap slide-legende Freddie Roulette, een van de laatste nog levende blues-steelgitaristen.
De muziekstijl van de Mermen is al van alles genoemd: van surf, rock, psychedelic, ambient, psychobilly, thrash en punk tot grindcore of new-age. "Al deze invloeden zijn misschien ook wel bij ons binnen komen rollen op één punt" aldus de groep.

## Live-optredens
Bijwonen van een Mermenconcert is een tijdrovende aangelegenheid.
De groep, die als cult-band ook een sterke livereputatie heeft opgebouwd, draait de hand niet om voor een meer dan avondvullende set van soms wel veertig nummers: van gemiddeld zes tot soms ruim twintig minuten elk. Een optreden, meestal free concerts of met een bescheiden entree van enkele dollars voor een goed doel, vergt van toehoorders vaak drie tot vier uren. Exclusief mogelijke jamsessies en jazzachtige improvisaties met onverwacht na, of al tijdens, een "show" op het podium opduikende gastmusici. Mermenoptredens worden soms rechtstreeks uitgezonden op SF Bay-radiostations, zoals KFJC, de Westcoast-zender van de bekende neo-surfpionier en moderator Phil Dirt, wiens adagium luidt: Surf was the first punk movement.
Behalve in hun gigs, steevast aangekondigd als "An Evening With The Mermen", wijken de Mermenleden in meer opzichten sterk af van de clichés in de traditionele rockscene. De groep behoort tot de eerste 'groene' musici, die zich onder meer inzet voor alles wat leeft in grote wateren en in de oceanen. Het sociaal-politiek imago van de band gaat verder dan alleen bezorgdheid om verwoesting van het leefmilieu. Met gratis optredens en regelmatige geldinzamelingen zijn The Mermen ook een van de drijvende krachten achter een Californische campagne voor legalisering "van cannabis voor medische toepassingen". Marihuana op recept, dus voor geneeskundig gebruik bij aandoeningen als kanker of aids, is nog een omstreden zaak in een groot deel van de VS.
The Mermen vormen ook een van de weinige bands, die tot schrik van de platenmaatschappijen, vanaf het begin al bij optredens verkondigden dat "tapers of opname-apparatuur van harte welkom zijn". Ook buiten de eigen website moedigt de groep "taping or copying" aan; down- en uploaden en gratis verder verspreiden van de eigen muziek door liefhebbers vindt de band "volkomen legaal".
Het grote internetarchief Archive.org bevat opnamen van meer dan honderd volledige live-optredens die de band sinds 1996 zelf ter beschikking stelt voor beluisteren, downloaden of het maken van thuiskopieën.
Mermenmuziek is verder o.a. ook te beluisteren via streamingdiensten als Spotify en Deezer.

## Bezetting
Huidige bandleden:
- Jim Thomas (gitaar)  - 1989-heden
- Allen Whitman (bass) - 1989-1998, 2006-heden
- Martyn Jones (drums) - 1989-2000, 2001-heden

Vroegere samenstelling:
- Vince Littleton (drums) - 2000-2001
- Jennifer Burnes (aka "The Mermaid") (bass) - 2000-2006

Gastmuzikanten:
- Dave Jess (bas), Prairie Prince (slagwerk), Joe Goldmark (pedal steel gitaar)

## Shitones
Gitarist Jim Thomas en enkele vaste Mermen-bandleden duiken, aangevuld soms door externe muzikanten, op onregelmatige tijden ook op podia op als The Shi-tones, een alter ego. Op het menu bij optredens onder deze naam staan geen Mermen-instronummers, maar uitsluitend covers uit het 'oude' surf-repertoire van eind jaren 50/ begin jaren 60. Tot de vaste bezetting van The Shitones - op drums - behoorde de in 2014 overleden Shigumi ('Shig') Komiyama, die voordat hij zich vestigde in de VS al een reputatie als topmuzikant en 'surfgek' had opgebouwd in Japan. Komiyama had met een bescheiden, eigen groep onder de naam Shig and the Buzz in de VS twee CD's met instrumentale muziek op zijn naam staan. 
Tot de vaste line-up van de Shitones - "Shit Ones" is volgens de band ook een correcte uitspraak - behoort eveneens de bassiste Jennifer Burnes, alias The Mermaid. 
Ook de concerten van de coverband The Shitones zijn opgenomen in het internetarchief Archive.org.

## Trivia
- Frontman James Thomas deed in 2011/2012 een aantal soloprojecten. Op Blues of Elswhere maakte hij een akoestische bloemlezing uit het bekendste, elektrische Mermenwerk. Een bewerking van een twintigtal traditionals en oude kerstliedjes bracht hij in dezelfde periode bijeen op Do You Hear What I Hear - A Very Mermen Christmas.

## Discografie (selectie van Mermen-albums)
- Krill Slippin' (1989)
- Food for Other Fish (1994)
- Live at the Haunted House (1995)
- A Glorious Lethal Euphoria (1995)
- Songs of the Cows (1996)
- Sunken Treasure (1999)
- The Amazing California Health and Happiness Show (2000)
- In God We Trust (2010)
- We Could See It In The Distance (2017)